# フアン・フランシスコ・ゴンサレス
フアン・フランシスコ・ゴンサレス・エスコバル（Juan Francisco González Escobar 、1853年9月25日 - 1933年3月4日）は、チリの画家。ヨーロッパの新しいスタイルの作品を描いた。

## 経歴
サンティアゴで、輸入品を扱う裕福な商家に生まれた。弟のシモン・ゴンサレス(Simón González Escobar: 1859-1919)は彫刻家になった。サンティアゴの国立高校(Instituto Nacional)で後に画家になるオノフレ・ハルパ(1849-1940)やアルフレード・ゴンサレス・プエルモ(1856-1909)と知り合った。サンティアゴの国立美術学校に入学し、アレサンドロ・チッカレリやエルンスト・キルヒバッハ、フアン・モーキらに学んだ。
1879年にペルーやボリビアを旅した後、バルパライソに移り、 文筆家のデ・ラ・バラ(Eduardo de la Barra)が校長を務める高校の美術教師になり、この仕事を11年間続けた。1887年に初めてヨーロッパに旅した。帰国後、政府から求められて、国立博物館の再編や、絵画の教育に関するレポートを1889年に提出した。
1896年に再びヨーロッパへ旅し、フランスやイタリアの博物館を訪れた。この年、チリの官立展(Salón Oficial)で2等を受賞した。1900年にはペルーを旅し、タクナやアリカ、アレキパを訪れた。1900年にはパリやミュンヘンに長く滞在し、ニュルンベルクやフランクフルトでも働いた。スペインも訪れ、ホアキン・ソローリャと知り合い友人になった。1908年にチリ大学の教員に任じられた。
1910年にサンティアゴの国立美術学校の教授になった。 ゴンサレスの生徒には、 Joaquín Fabresや Pedro Prado、Alfredo Helsby、Pedro Reszkaといった画家がいる。

## 作品

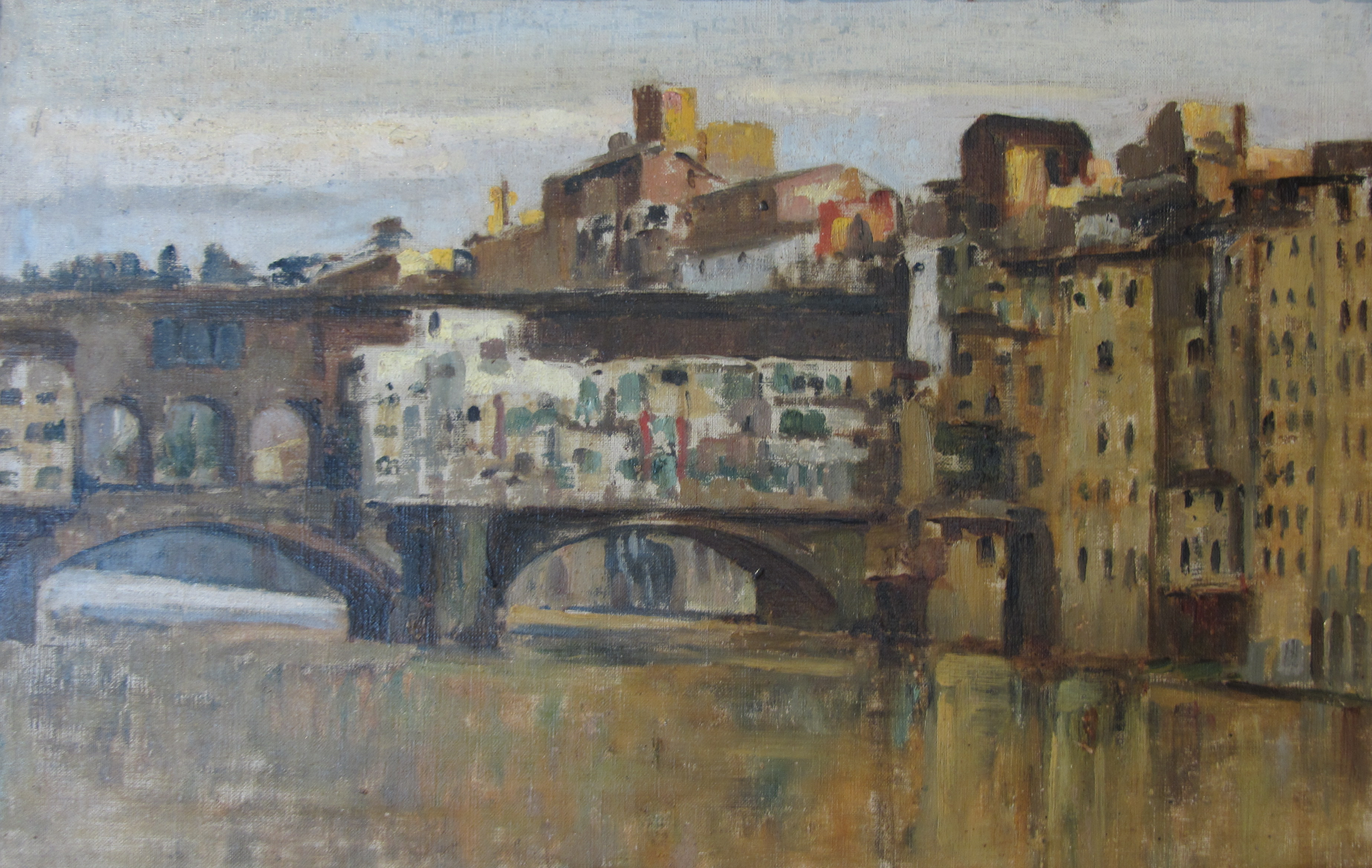
ヴェッキオ橋
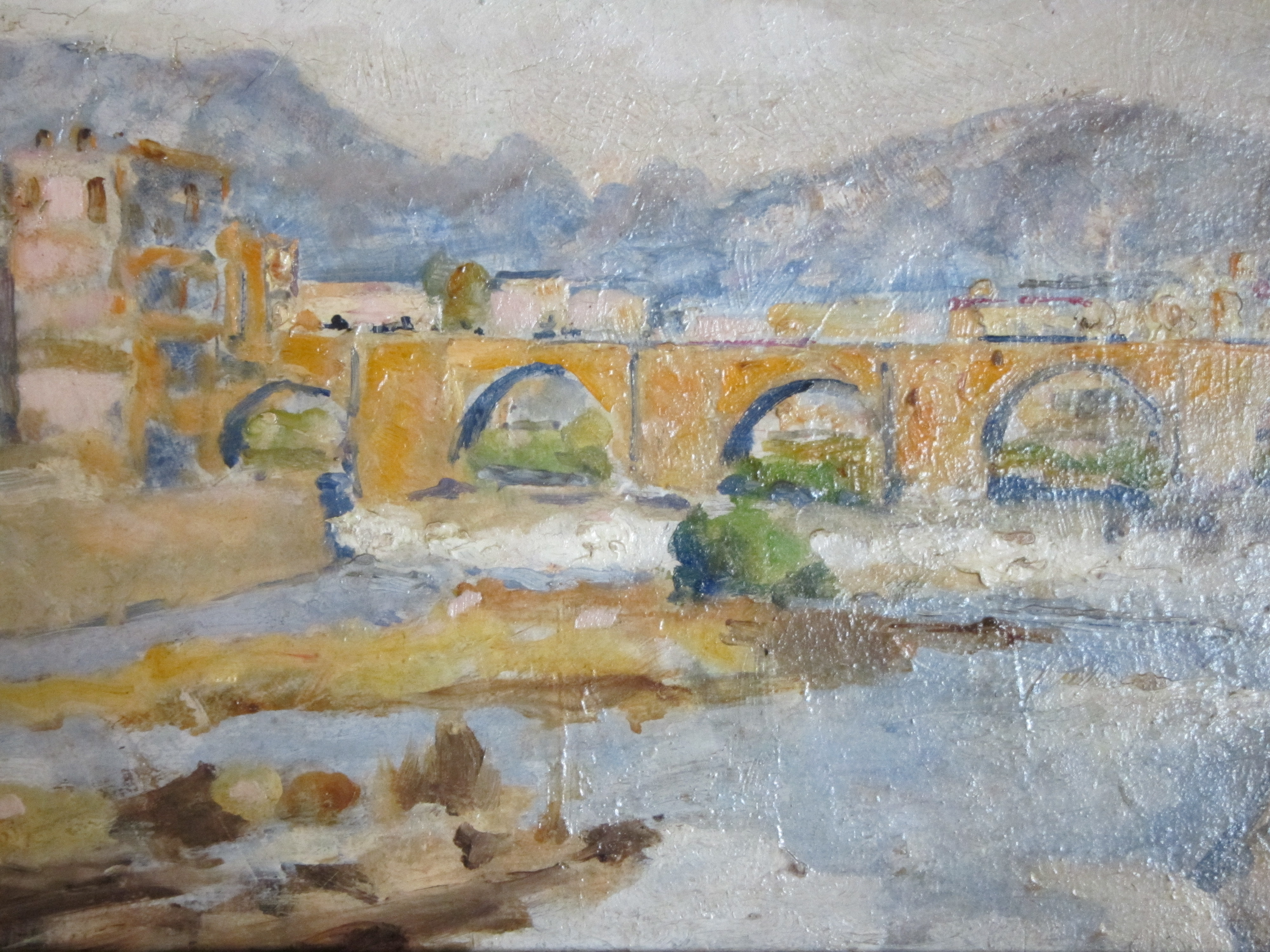
リマック川(ペルー)の橋
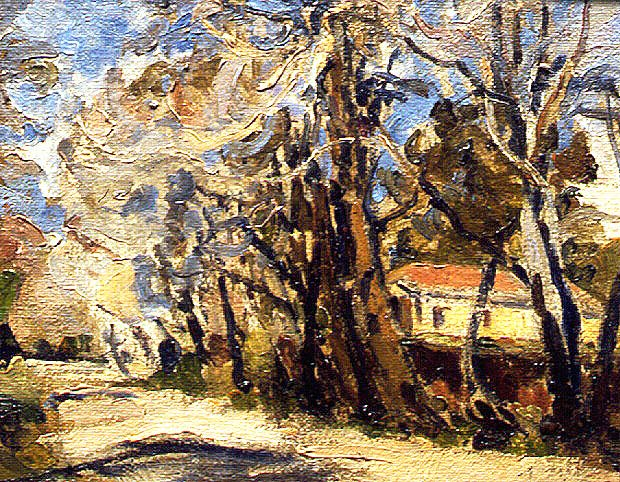
メリピラ通り
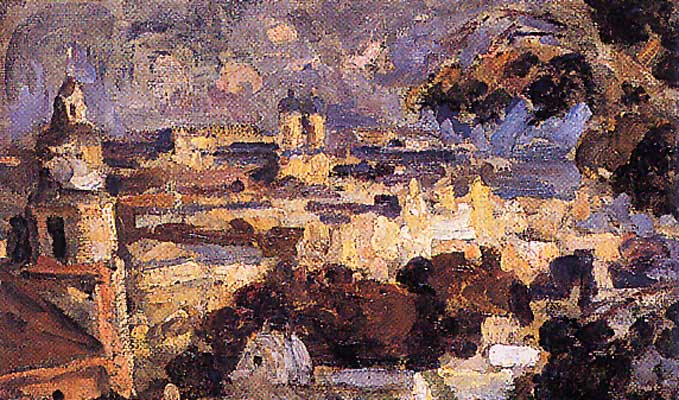
サンティアゴの風景
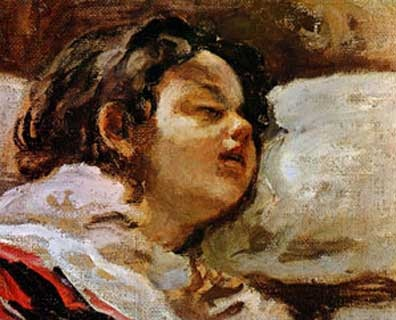
寝ている子供
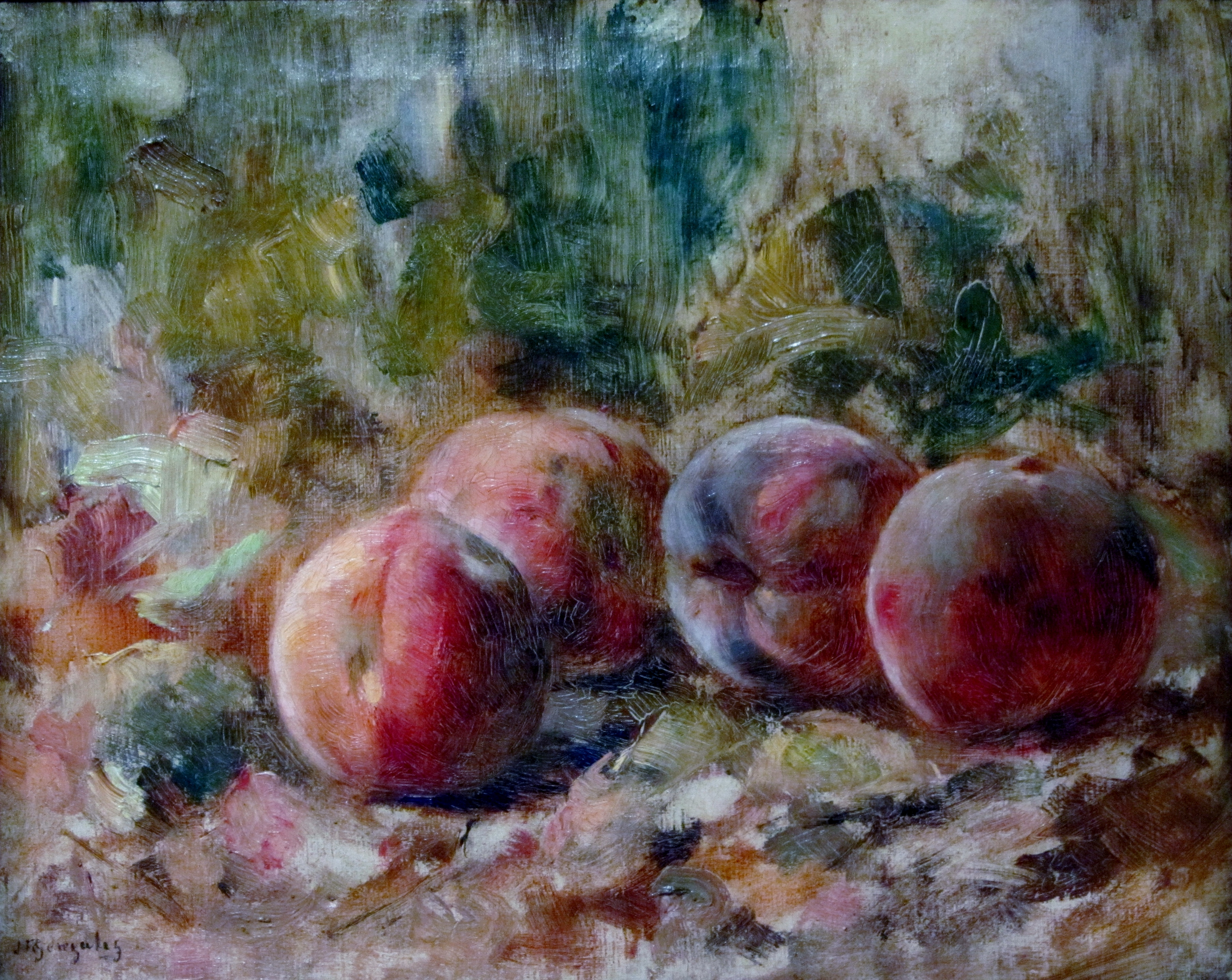
静物画